# Oceana (Virginia Occidentale)
Oceana è un comune degli Stati Uniti d'America, situato nello Stato della Virginia Occidentale, nella contea di Wyoming.